# Фремитус
Фремитус је вибрација која се преноси кроз тело.  У уобичајеној медицинској употреби, обично се односи на процену плућа према интензитету вибрације који се током палпације осећају на зиду грудног коша (тактилни фремитус) и/или фремитус који се чује стетоскопом на зиду грудног коша уз одређене изговорене речи (вокални фремитус). Поред ових постоји и неколико других врста фремитуса.

## Врсте

### Вокални фремитус
Преглед грудног коша, палпација и аускултација су кључне компоненте физичког прегледа пацијената са респираторним обољењем. Палпацијом се констатују одређени знаци и процењује стање плеуре и плућног паренхима проучавањем вокалног фремитуса. Вокални (тактилни) фремитус је палпација зида грудног коша како би се откриле промене у интензитету вибрација које се стварају одређеним изговореним речима у сталном тону и гласу што указује на основну патологију плућа.
Звучне вибрације које се производе у ларинксу током фонације преносе се на бронхије и плућа, а затим преносе на зид грудног коша. Пренос изговорених тонова зависи од стања доњег плућног паренхима у плеуралном простору. Нормални паренхим плућа је мешавина простора испуњених ваздухом и чврстог паренхима плућа. Ваздух је лош проводник ниских звучних фреквенција, док чврста или густа средина повећава пренос ниских звучних фреквенција. Вокални фремитус може бити смањен у условима који утичу на плућни паренхим, плеуру или зид грудног коша.
Вокални фремитус је смањен код бронхијалне астме, емфизема или бронхијалне опструкције услед заробљавања ваздуха и смањене густине плућног паренхима. У случају плеуралног излива и пнеумоторакса, ваздух/течност се акумулира у потенцијалном простору између зида грудног коша и плућног паренхима, смањујући пренос звучних вибрација ниже фреквенције. Вокални фремитус такође може бити смањен код особа са гојазношћу.
С друге стране, запаљење и консолидација стварају густ медијум који повећава пренос звукова ниже фреквенције и вокалног фремитуса.
Вокална резонанца је аускултаторни пандан вокалног фремитуса.

### Тактилни фремитус
Тактилни фремитус, познат под многим другим називима, укључујући пекторални фремитус, тактилни вокални фремитус или само вокални фремитус, је вибрација која се осећа на пацијентовим грудима током нискофреквентне вокализације.  
Током физичког прегледа обично се од пацијента тражи да понови фразу коју испитивач осећа у виду вибрације тако што ставља руку на груди или леђа пацијента. 
Тактилни фремитус је нормално интензивнији у десном другом интеркосталном простору, као и у интерскапуларном региону, јер су ова подручја најближа трифуркацији бронха (десна страна) или бифуркацији (лева страна). Тактилни фремитус је патолошки повећан у областима консолидације и смањен или одсутан у областима плеуралног излива или пнеумоторакса (када постоји ваздух изван плућа у грудној шупљини, спречавајући ширење плућа).
Разлог повећаног фремитуса у консолидованим плућима је чињеница да се звучни таласи преносе са мање распадања у чврстом или течном медијуму (консолидација) него у гасовитом медијуму (аерирана плућа). Супротно томе, разлог смањеног фремитуса код плеуралног излива или пнеумоторакса (или било које патологије која одваја само плућно ткиво од зида тела) је тај што овај повећани простор смањује или спречава у потпуности пренос звука.
Предложено је да се артефакти узроковани изазивањем тактилног фремитуса током ултразвука дојке могу користити за разликовање бенигних и малигних тумора.

### Дентални фремитус
Дентални фремитус је перципирана вибрација зуба која настаје када један зуб дође у контакт са другим зубом. 

### Фремитус јетре
Фремитус јетре је вибрација која се осећа на длану над пацијентовом јетром. Сматра се да је узрокована јако упаљеном и некротизираном јетром која током покрета трља о перитонеум.

### Перикардни фремитус
Перикардни фремитус је вибрација која се осећа на длану постављеном на зиду грудног коша. Настаје услед трења листова срчаног површина перикарда приликом покрета органа у грудном кошу.

### Бронхијални фремитус
Бронхијални фремитус, је дланом опипљива вибрација настала током дисања узрокована делимичном опструкцијом дисајних путева. Опструкција може бити последица накупљања слузи или других секрета у дисајним путевима, бронхијалне хиперреактивности или тумора.